# William Lipscomb
William Nunn Lipscomb (1919–2011) là nhà hóa học người Mỹ. Ông là chủ nhân của Giải Nobel Hóa học năm 1976 khi tìm ra được cấu trúc của Bo.